# Joseph Leonhard Knoll
Joseph Leonhard Knoll (6. listopadu 1775 Králíky - 27. prosince 1841 Vídeň) byl český pedagog a profesor historie na Jagellonské univerzitě v Krakově, na univerzitě v Olomouci, na Karlově univerzitě v Praze a univerzitě ve Vídni. Vystupoval jako protivník Františka Palackého a je zakladatelem tvz. olomoucké básnické školy.

## Život
Narodil se jako syn učitele. Své první vzdělání získal doma a později navštěvoval druhý stupeň základní školy v Šumperku. Mezi lety 1790–1794 absolvoval gymnázium v Litomyšli. Poté až do roku 1797 studoval filozofii na Vídeňské univerzitě a pravidelně navštěvoval profesora Franze von Zeillera v jeho domě, kde se setkávali ti největší z vídeňských učitelů. Během svého studia filozofie se zabýval češtinou, italštinou a francouzštinou. Po skončení filozofických studií započal studium medicíny, které nicméně za krátký čas zanechal. Pod vedením Franze von Zeillera započal čtyřleté studium práva, které dokončil roku 1802.
V návaznosti na toto podstoupil výběrové řízení na post učitele dějin na Jagellonské univerzitě v Krakově, kde roku 1806 obdržel profesuru světových dějin. Nějaký čas přednášel i řeckou filologii. Když byl Krakov včleněn do Napoleonem vytvořeného vévodství Varšavského, odcestoval společně se svou ženou, jež byla v době cesty těhotná, do Vídně.
V listopadu 1810 se stal profesorem světových dějin na lyceu v Olomouci. Od roku 1815 zastával pozici rektora a v roce 1816 také přednášel rakouské dějiny. Od roku 1825 přednášel pomocné vědy historické. Díky němu se v Olomouci začala vyučovat numismatika. K tomu dočasně přednášel klasickou literaturu a estetiku. Během svého pobytu v Olomouci založil školu básníků.
Když bylo olomoucké lyceum v roce 1827 (znovu)povýšeno na univerzitu (dnes Univerzita Palackého), získal doktorát z filozofie. Roku 1831 se stal prvním děkanem filozofické fakulty. Jakmile dosavadní direktor filozofických studií, Ferdinand Maria Chotek z Chotkova, byl jmenován tarnovským biskupem v Haliči, ujal se Joseph Leonhard Knoll vedení tohoto oddělení.
Roku 1832 byl jmenován profesorem světových dějin na Karlově univerzitě. Zde byl vyznamenán cenou rektora.
Roku 1838 se stal profesorem světových a rakouských dějin na univerzitě ve Vídni.
Byl ženatý a měl jednoho syna, Alberta Knolla (* ? - † prosinec 1843 ve Vídni), vídeňský doktor medicíny.

## Členství
Byl členem Královské české společnosti nauk.

## Výběr z díla
- Thuiskan oder das Lied der Weihe. Brünn 1816.
- Die deutschen Adler in Joseph von Hormayers Archiv für Geschichte. 1817.
- Mittelpuncte der Geschichtsforschung und Geschichtschreibungf in Böhmen und Mähren. Olmütz 1821.
- Blüten der Dichtkunst. Manuskript der Universitätsbibliothek Wien, 1825.
- De imperatoris Caroli IV in perpoliendum gentis Bohemorum ingenium meritis. 1833.
- Der Gürtel der Erde in Joseph von Hormayrs Taschenbuch für die vaterländische Geschichte. 1847.
- Das Lied an die drei Freunde in Taschenbuch für die vaterländische Geschichte. 1847.